# João Tornício
João Tornício (em latim: Ioannes Tornicius; em grego: Ιωάννης Τορνίκιος; romaniz.: Ioánnes Torníkios), chamado nas fontes georgianas como Tornício Eristavi (em georgiano: თორნიკე ერისთავი; romaniz.: Tornike Eristavi) foi um nobre e oficial militar georgiano de Tao que esteve ativo durante boa parte do século X. É celebrado por seus feitos militares em auxílio do imperador Basílio II (r. 976–1025) e por ter fundado, em 980-983, o mosteiro de Iviron no Monte Atos.

## Vida
João provavelmente nasceu no Principado de Tao-Clarjécia (888–1008) por volta de 920 e pertencia à aristocracia local, e em especial à família Tornício. Era filho de Zurbaneles e Maria e irmão de João, Archuchai II, Abuarbas II e Pancrácio. Casou em data desconhecida e teve filhos, que são referidos nas fontes de forma anônima. Era sobrinho de Archuchai e Abuarbas I e quiçá parente do príncipe Davi III (r. 966–1000/1001). Através de seus irmãos, era tio de Miguel, Zoravar Zurbaneles, Tornício II e Patrício Zurbaneles III.